# 鲈属
鲈属又名河鲈属，是鲈形目鲈科的一属，是一群生存于北半球的淡水鱼类，包括北美洲、欧洲至北亞及中亞。

## 命名
本屬由瑞典生物學家卡爾·林奈於1758年命名。
本屬的學名「Perca」其希臘語字根「perke」（羅馬化：pérkē）意為「河鱸」。

## 分布
本屬包含溫帶及亞熱帶魚種，主要分布于北半球北美洲、欧洲至北亞及中亞的河流及湖泊之中，包括美國、加拿大至歐洲（除了伊比利亞半島、意大利中部及亞得里亞海海盆），愛琴海、馬里查河及斯特魯馬河至阿利阿克蒙河流域；鹹海盆地；西伯利亞流入北冰洋的河流，向東至科力馬河。中亞則巴爾喀什湖和阿拉科爾湖流域，包括中國新疆的伊犁河。

## 形態
本屬魚為中型魚類，最大體型50公分至60公分不等。體形皆為紡錘形，橫切面皆扁平。典型背鰭硬棘14-20枚、軟條13-16枚，臀鰭硬棘2枚、軟條7-10枚、脊椎39-42枚。

## 生態
本屬魚種皆為底棲淡水魚，部份會進入半咸水。食用小魚及無脊椎動物。
卵沾性、沉性。

## 分類
本属属于鲈亚科，包含三个物种：
- 黄鲈 Perca flavescens (Mitchill, 1814)：分布于北美洲，包括美国及加拿大。
- 河鲈 Perca fluviatilis Linnaeus, 1758：分布于欧洲及北亚。
- 伊犁鲈 Perca schrenkii Kessler, 1874：分布于中亚的巴尔喀什湖及阿拉湖流域。